# Mateusz Bogusz
Mateusz Bogusz, né le 22 août 2001 à Ruda Śląska, est un footballeur polonais jouant au poste de milieu de terrain au CF Cruz Azul.

## Biographie

### En club

#### Débuts en Pologne
Né à Ruda Śląska, Bogusz commence sa formation au sein du Ruch Chorzów avant de faire ses débuts en équipe première à 16 ans lors de la saison 2017-2018 de I liga le 4 mars 2018 lors d'une victoire 2-0 contre le Bytovia Bytów.
En 2018, ses performances attirent l'attention de clubs comme le SSC Napoli, faisant même un essai au sein du club de Serie A, mais il est finalement retenu par le Ruch Chorzów.
Alors qu'il n'a que 16 ans, il reçoit le maillot numéro 10 pour la saison 2018-19. Il marque son premier but pour Ruch Chorzów le 27 octobre 2018 contre Błękitni Stargard. Le 22 janvier 2019, Ruch Chorzów annonce annonce qu'un accord a été trouvé avec le club de championship anglais du Leeds United pour le transfert du joueur,.

#### Arrivée à Leeds United et prêts en Espagne
Après avoir figuré à de nombreuses reprises sur le banc,, il fait ses débuts en deuxième division anglaise le 22 juillet 2020 contre Charlton Athletic, dans une victoire 4-0, où Leeds fête sa promotion au plus haut niveau anglais.

#### Transfert en MLS
Le 31 mars 2023, il est transféré au Los Angeles FC en Major League Soccer où il signe un contrat de quatre ans.

### En sélection
Bogusz a représenté la Pologne au niveau international dans plusieurs catégories. Le 13 mai 2019, il est convoqué en équipe de Pologne des moins de 20 ans pour la Coupe du Monde 2019.
Le 19 août 2019, Bogusz est appelé pour la première fois avec les espoirs polonais. Il fait ses débuts avec les espoirs le 10 septembre contre les espoirs estoniens lors d'une victoire 4-0.

## Statistiques

### En club
| Saison                | Club                  | Championnat           | Championnat | Championnat | Championnat | Coupe nationale | Coupe nationale | Coupe nationale | Coupe de la Ligue | Coupe de la Ligue | Coupe de la Ligue | Supercoupe | Supercoupe | Supercoupe | Compétition(s) continentale(s) | Compétition(s) continentale(s) | Compétition(s) continentale(s) | Compétition(s) continentale(s) | Séries | Séries | Séries | Total | Total | Total |
| Saison                | Club                  | Division              | M.          | B.          | P.d.        | M.              | B.              | P.d.            | M.                | B.                | P.d.              | M.         | B.         | P.d.       | Comp.                          | M.                             | B.                             | P.d.                           | M.     | B.     | P.d.   | M.    | B.    | P.d.  |
| 2017-2018             | Ruch Chorzów          | I liga                | 13          | 0           | 0           | -               | -               | -               | -                 | -                 | -                 | -          | -          | -          | -                              | -                              | -                              | -                              | -      | -      | -      | 13    | 0     | 0     |
| 2018-2019             | Ruch Chorzów          | II liga               | 19          | 5           | 1           | 1               | 0               | 0               | -                 | -                 | -                 | -          | -          | -          | -                              | -                              | -                              | -                              | -      | -      | -      | 20    | 5     | 1     |
| Sous-total            | Sous-total            | Sous-total            | 32          | 5           | 1           | 1               | 0               | 0               | 0                 | 0                 | 0                 | 0          | 0          | 0          | -                              | 0                              | 0                              | 0                              | 0      | 0      | 0      | 33    | 5     | 1     |
| 2019-2020             | Leeds United          | Championship          | 1           | 0           | 0           | -               | -               | -               | 1                 | 0                 | 0                 | -          | -          | -          | -                              | -                              | -                              | -                              | -      | -      | -      | 2     | 0     | 0     |
| 2020-2021             | Leeds United          | Premier League        | -           | -           | -           | -               | -               | -               | 1                 | 0                 | 0                 | -          | -          | -          | -                              | -                              | -                              | -                              | -      | -      | -      | 1     | 0     | 0     |
| Sous-total            | Sous-total            | Sous-total            | 1           | 0           | 0           | 0               | 0               | 0               | 2                 | 0                 | 0                 | 0          | 0          | 0          | -                              | 0                              | 0                              | 0                              | 0      | 0      | 0      | 3     | 0     | 0     |
| 2020-2021             | UD Logroñés (prêt)    | LaLiga Smartbank      | 23          | 1           | 1           | 1               | 0               | 0               | -                 | -                 | -                 | -          | -          | -          | -                              | -                              | -                              | -                              | -      | -      | -      | 24    | 1     | 1     |
| 2021-2022             | UD Ibiza (prêt)       | LaLiga Smartbank      | 20          | 4           | 7           | 2               | 0               | 0               | -                 | -                 | -                 | -          | -          | -          | -                              | -                              | -                              | -                              | -      | -      | -      | 22    | 4     | 7     |
| 2022-2023             | UD Ibiza (prêt)       | LaLiga Smartbank      | 22          | 2           | 0           | 2               | 0               | 0               | -                 | -                 | -                 | -          | -          | -          | -                              | -                              | -                              | -                              | -      | -      | -      | 24    | 2     | 0     |
| Sous-total            | Sous-total            | Sous-total            | 65          | 7           | 8           | 5               | 0               | 0               | 0                 | 0                 | 0                 | 0          | 0          | 0          | -                              | 0                              | 0                              | 0                              | 0      | 0      | 0      | 70    | 7     | 8     |
| 2023                  | Los Angeles FC        | MLS                   | 28          | 3           | 4           | 1               | 0               | 0               | -                 | -                 | -                 | 1          | 0          | 0          | LCC+LCup+CC                    | 4+3+1                          | 0+1+0                          | 1+2+0                          | 5      | 0      | 1      | 43    | 4     | 8     |
| 2024                  | Los Angeles FC        | MLS                   | 32          | 15          | 6           | 5               | 1               | 1               | -                 | -                 | -                 | -          | -          | -          | LCup                           | 6                              | 3                              | 2                              | 4      | 1      | 2      | 47    | 20    | 11    |
| Sous-total            | Sous-total            | Sous-total            | 60          | 18          | 10          | 6               | 1               | 1               | 0                 | 0                 | 0                 | 1          | 0          | 0          | -                              | 14                             | 4                              | 5                              | 9      | 1      | 3      | 90    | 24    | 19    |
| Total sur la carrière | Total sur la carrière | Total sur la carrière | 158         | 30          | 19          | 12              | 1               | 1               | 2                 | 0                 | 0                 | 1          | 0          | 0          | -                              | 14                             | 4                              | 5                              | 9      | 1      | 3      | 196   | 36    | 28    |

## Palmarès
| Leeds United (1)                           | Los Angeles FC (1) |
| ------------------------------------------ | --- |
| - EFL Championship (1) : - Champion : 2020 | - Coupe de la MLS : - Finaliste : 2023 - Coupe des États-Unis (1) : - Vainqueur : 2024 - Ligue des champions de la CONCACAF : - Finaliste : 2023 - Leagues Cup : - Finaliste : 2024 - Campeones Cup : - Finaliste : 2023 |